# 8108 Wieland
8108 Wieland eller 1995 BC16 är en asteroid i huvudbältet som upptäcktes den 30 januari 1995 av den tyske astronomen Freimut Börngen vid Tautenburg-observatoriet. Den är uppkallad efter den tyske skalden Christoph Martin Wieland.
Asteroiden har en diameter på ungefär 4 kilometer och den tillhör asteroidgruppen Vesta.